# RS-27 (motor cohete)
El RS-27 es un cohete propulsor líquido desarrollado por Rocketdyne. Se utilizó para alimentar la primera etapa del Delta 2000, 3000, 5000 y el primer modelo del Delta II, el Delta 6000.
El RS-27 era un Rocketdyne H-1 modificado de motores excedentes construidos para alimentar la primera etapa de Saturno I y Saturno IB y reemplazó el motor MB-3 que se había utilizado en versiones anteriores del lanzador Delta. Además de su motor principal, el RS-27 incluyó dos motores de Vernier para proporcionar el control del balanceo del vehículo durante el vuelo. El RS-27 se desarrolló más tarde en el RS-27A y el RS-56.